# Musée de l'érotisme (Barcelone)
Le musée de l'érotisme (en catalan : Museu de l'Eròtica) est situé au centre de Barcelone (Catalogne), sur la Rambla, et contient environ 800 œuvres d'art. Parmi ces œuvres on compte d'une part beaucoup de sculptures et peintures anciennes du monde entier, mais aussi des formes d'art beaucoup plus modernes comme des photographies retouchées par ordinateur.